# آبشار فو فا
آبشار فو فا  (به انگلیسی: Phu Fa Waterfall) آبشاری است که در شهر نان، تایلند واقع شده و ارتفاع کلی ریزشگاه آن ۱۰۰ متر است.